# Eric-Junior Dina-Ebimbe
Eric-Junior Dina-Ebimbe, né le 21 novembre 2000 à Stains (Seine-Saint-Denis), est un footballeur français qui évolue au milieu de terrain à l'Eintracht Francfort.

## Biographie
Eric-Junior Dina-Ebimbe effectue ses premières années de football à Sarcelles, pendant 6 ans. En 2012, il est repéré par le Paris Saint Germain, club qu'il rejoindra par la suite, au début en préformation puis au centre de formation avant de signer un contrat professionnel avec le club de la capital le 2 juillet 2018 pour une durée de trois ans.

### En club

#### Formation au Paris Saint Germain
Le 1er août 2021, il est titularisé pour la première fois en match officiel avec le Paris Saint-Germain contre le LOSC en Trophée des champions.

### Prêts en France (2019-2021)

#### Havre AC (2019-2020)
Le 5 juillet 2019, le Havre annonce l'arrivée d'Eric-Junior Dina-Ebimbe sous la forme d'un prêt de deux ans. 
Le 26 juillet 2019, à l'occasion de la première journée de Ligue 2 2019-2020, Eric-Junior Dina-Ebimbe joue son premier match professionnel face à l'AC Ajaccio au stade François-Coty. Lors de cette rencontre, il délivre aussi sa première passe décisive lors du deuxième but de Tino Kadewere à la 76e minute, le match se termine sur un score nul de 2-2.
Un mois plus tard, le 30 août 2019, lors de la sixième journée du championnat face au SM Caen, il marque son premier but professionnel et cette fois-ci c'est Tino Kadewere qui lui délivre la passe menant au premier but de la rencontre. Le HAC remporte la rencontre 3 à 0.

#### Dijon FCO (2020-2021)
Le 6 juillet 2020, il est prêté pour une saison avec option d’achat au Dijon Football Côte-d'Or. 
Il inscrit son premier but en Ligue 1 lors de la cinquième journée de championnat face au Montpellier HSC sur un service de Bersant Celina. Ce jour-là, son équipe parvient à gagner son premier point de la saison sur le score de 2-2.
Le 9 juin 2021, le joueur revient au Paris Saint-Germain. Le DFCO indique avoir levé l'option d'achat, cependant le club parisien fait valoir son droit de véto présent dans le contrat. Ainsi, le DFCO touche une indemnité de transfert pour le départ du joueur.

### Prêt puis transfert définitif à l'Eintracht Francfort
Lors de la saison 2022-2023, il est prêté dans le club de l'Eintracht Francfort en Bundesliga avec une option obligatoire d'achat à la fin de la saison de 6,5M€.
Le 30 mai 2023, l'Eintracht Francfort lève officiellement l'option d'achat, le joueur quitte définitivement le Paris Saint-Germain qu'il avait rejoint en 2012.

### En équipe nationale
En octobre 2019, il est pour la première fois convoqué dans une des équipes de jeunes de l'équipe de France, plus précisément l'Équipe de France des moins de 20 ans, par Bernard Diomède. Le 10 octobre 2019, il est titulaire afin d'affronter la Norvège et marque son premier but avec la sélection après seulement 4 minutes de jeu. La France finit par remporter le match amical sur le score de 1 à 2.
Un mois plus tard, il est de nouveau convoqué avec les moins de 20 ans à l'occasion de matchs amicaux face à la Turquie et aux Pays-Bas. Il joue les deux rencontres et marque notamment un triplé face à la Turquie avant d'être remplacé à la 63e minute.
Le 27 août 2020, Eric est cette fois-ci convoqué par Sylvain Ripoll afin d'intégrer l'équipe de France espoirs à l'occasion des éliminatoires du championnat d'Europe espoirs 2021. Les Bleuets se déplacent deux fois, le 4 septembre 2020 en Géorgie et le 7 septembre en Azerbaïdjan. Le 4 septembre, lors de la rencontre face à la Géorgie, il commence la rencontre sur le banc mais remplace Jeff Reine-Adélaïde après seulement 27 minutes de jeu, l'équipe de France espoirs finit par remporter la rencontre 0-2.
En 2022, après la qualification du Cameroun pour la coupe du monde, il fait partie des priorités de Rigobert Song et Samuel Eto'o pour renforcer l'équipe du Cameroun, dont il est originaire.

## Statistiques

### En club
| Saison                | Club                       | Championnat           | Championnat | Championnat | Championnat | Coupe(s) nationale(s) | Coupe(s) nationale(s) | Coupe(s) nationale(s) | Supercoupe | Supercoupe | Supercoupe | Compétition(s) continentale(s) | Compétition(s) continentale(s) | Compétition(s) continentale(s) | Compétition(s) continentale(s) | Total | Total | Total |
| Saison                | Club                       | Division              | M.          | B.          | P.d.        | M.                    | B.                    | P.d.                  | M.         | B.         | P.d.       | Comp.                          | M.                             | B.                             | P.d.                           | M.    | B.    | P.d.  |
| 2018-2019             | Paris Saint-Germain B      | National 2            | 24          | 2           | 2           | -                     | -                     | -                     | -          | -          | -          | -                              | -                              | -                              | -                              | 24    | 2     | 2     |
| 2019-2020             | Le Havre AC (prêt)         | Ligue 2               | 25          | 3           | 1           | -                     | -                     | -                     | -          | -          | -          | -                              | -                              | -                              | -                              | 25    | 3     | 1     |
| 2020-2021             | Dijon FCO (prêt)           | Ligue 1               | 30          | 1           | 1           | 1                     | 0                     | 0                     | -          | -          | -          | -                              | -                              | -                              | -                              | 31    | 1     | 1     |
| Sous-total            | Sous-total                 | Sous-total            | 79          | 6           | 4           | 1                     | 0                     | 0                     | 0          | 0          | 0          | -                              | 0                              | 0                              | 0                              | 80    | 6     | 4     |
| 2021-2022             | Paris Saint-Germain        | Ligue 1               | 10          | 0           | 0           | 2                     | 0                     | 1                     | 1          | 0          | 0          | C1                             | 1                              | 0                              | 0                              | 14    | 0     | 1     |
| Sous-total            | Sous-total                 | Sous-total            | 10          | 0           | 0           | 2                     | 0                     | 1                     | 1          | 0          | 0          | -                              | 1                              | 0                              | 0                              | 14    | 0     | 1     |
| 2022-2023             | Eintracht Francfort (prêt) | Bundesliga            | 19          | 3           | 1           | 4                     | 0                     | 0                     | -          | -          | -          | C1                             | 6                              | 0                              | 0                              | 29    | 3     | 1     |
| 2023-2024             | Eintracht Francfort        | Bundesliga            | 31          | 5           | 3           | 3                     | 2                     | 0                     | -          | -          | -          | C4                             | 10                             | 3                              | 2                              | 44    | 10    | 5     |
| 2024-2025             | Eintracht Francfort        | Bundesliga            | 7           | 0           | 1           | 1                     | 0                     | 0                     | -          | -          | -          | C3                             | 4                              | 2                              | 0                              | 12    | 2     | 1     |
| Sous-total            | Sous-total                 | Sous-total            | 57          | 8           | 5           | 8                     | 2                     | 0                     | 0          | 0          | 0          | -                              | 20                             | 5                              | 2                              | 85    | 15    | 7     |
| Total sur la carrière | Total sur la carrière      | Total sur la carrière | 146         | 14          | 9           | 11                    | 2                     | 1                     | 1          | 0          | 0          | -                              | 21                             | 5                              | 2                              | 179   | 21    | 12    |

## Palmarès

### En club

#### Paris Saint-Germain
- Champion de France en 2022
- Finaliste du Trophée des champions en 2021

#### Eintracht Francfort
- Finaliste de la Coupe d'Allemagne en 2023